# Le Mystère Henri Pick (roman)
Pour l’article homonyme, voir Le Mystère Henri Pick.
Le Mystère Henri Pick est un roman de David Foenkinos paru aux éditions Gallimard en 2016 et adapté au cinéma en 2019.

## Résumé
Dans une bibliothèque située à Crozon, un bibliothécaire a décidé de consacrer une pièce aux manuscrits refusés par les éditeurs. Chaque auteur rejeté dispose ainsi d’un sanctuaire où déposer son texte. Une jeune éditrice y découvre un roman, Les Dernières Heures d’une histoire d’amour, qu'elle juge extraordinaire et qu'elle décide aussitôt de publier. Le roman devient un best-seller.
Son auteur serait Henri Pick, le tenancier d'une pizzeria dans le même village, décédé deux ans plus tôt. Mais sa veuve et sa fille affirment ne jamais l'avoir vu lire ni écrire. Persuadé qu'il s'agit d'une imposture, le célèbre critique littéraire Jean-Michel Rouche décide de mener l'enquête, avec l'aide inattendue de la fille de l'énigmatique Henri Pick.

## Réception critique
Le livre a reçu un bon accueil du critique littéraire Jérôme Garcin, pour qui l'auteur a su dans ce livre osciller « subtilement entre la satire et la sotie » et s'intéresser avec humour et légèreté à la manière dont le monde de l'Edition promeut tel ou tel ouvrage. Le bon accueil de la critique a permis au livre d'être vendu à près de 180 000 exemplaires en 2019, avant l'adaptation au cinéma, selon Livres-Hebdo, le magazine professionnel de l'édition.

## Adaptation cinématographique
- 2019 : Le Mystère Henri Pick, film français réalisé par Rémi Bezançon